# Léo-Paul Robert
Léo-Paul Samuel Robert, meglio noto solo come Léo-Paul Robert o anche Paul Robert (Bienne, 19 marzo 1851 – Orvin, 10 ottobre 1923), è stato un pittore svizzero.
Fece parte di una dinastia di artisti. Suo padre era infatti il pittore Aurèle Robert, mentre suo zio era il pittore Louis Léopold Robert e a sua volta lui fu il padre dei pittori Philippe, Théophile e Paul-André Robert.

## Biografia

### Nascita e formazione
Léo-Paul Samuel Robert nacque il 19 marzo 1851 a Bienne in Svizzera, figlio del pittore Aurèle Robert e nipote del pittore Louis Léopold Robert.
Tra il 1864 e il 1868 studiò al Collegio secondario di Neuchâtel, mentre fu proprio dal padre che ricevette la sua formazione artistica iniziale e poi studiò professionalmente presso le varie scuole di Monaco di Baviera, Firenze e Parigi. Tra il 1869 e il 1872 studiò all'Accademia delle belle arti di Monaco di Baviera con Wilhelm von Kaulbach e Julius Naue; successivamente passò all'Accademia di belle arti di Firenze, studiando con Luigi Rubio dal 1872 al 1873; infine si trasferì a Parigi e nel 1874 entrò all'École des Beaux-Arts dove frequentò lo studio di Jean-Léon Gérôme.
Morto il padre il 21 dicembre 1871, Léo-Paul partì per l'Italia e visitò città come Verona, Venezia, Ravenna, Bologna e fu allora che soggiornò a Firenze e conobbe il pittore Rubio. In Italia tornerà nel 1893 con un viaggio a Firenze, Ravenna, Padova e Venezia ed ancora due volte nel 1900 e 1901, in due soggiorni vicino a Firenze con la moglie e il figlio Théophile.

### Carriera artistica
Iniziò a vivere tra la Svizzera d'estate e Parigi d'inverno, diventando uno degli artisti svizzeri più importanti nella Francia del tempo, insieme ai suoi contemporanei Eugène Burnand e Charles Giron. Nel 1877 espose per la prima volta al Salon di Parigi e vi vinse una medaglia d'oro. A quest'ultima data risale anche il suo matrimonio con Berthe de Rutté, figlia del commerciante e console Gottlieb Rudolf von Rütte.
Sconvolto da una crisi religiosa, decise di abbandonare temporaneamente la pittura e di partire per recarsi in Palestina dal 1883 al 1884; al suo ritorno iniziò a realizzare una nuova tipologia di opere pervase da un profondo sentimento religioso.
Dal 1886 realizzò, in collaborazione con Clement Heaton, importanti e monumentali decorazioni a Neuchâtel, Berna e Losanna. Fino al 1894 si dedicò ai dipinti monumentali della scalinata del Museo di Belle Arti di Neuchâtel, che possono essere considerati i suoi capolavori; successivamente ottenne altre commissioni sulla scia della fama ottenuta con l'ultima impresa, realizzando nel 1898 opere monumentali per il Museo Storico di Berna e altre dal 1899 al 1905 per il Tribunale Federale Svizzero di Losanna.
Fu membro della Commissione Federale delle Belle Arti dal 1891 al 1897 e membro della Fondazione Gottfried Keller dal 1894 al 1918. Nel 1919 lasciò lo studio e la tenuta di famiglia di Ried presso Bienne e si ritirò nella città di Orvin.

### Ultimi anni e morte
Gli ultimi anni della sua creazione artistica furono scanditi dalla realizzazione di paesaggi e grandi allegorie religiose, oltre che da un bestiario composto da centinaia di bruchi e uccelli ad acquerello destinati all'illustrazione.
Morì a 72 anni il 10 ottobre 1923 a Orvin.

## Stile
All'inizio della sua produzione artistica, Léo-Paul Robert debuttò con opera caratterizzate da soggetti allegorici; questo fu dovuto alla sua formazione a Monaco di Baviera, durante la quale entrò infatti a contatto con lo storicista romantico Moritz von Schwind, che lo portò a percepire una natura pervasa di allegorie e persino panteismo.
Successivamente si orientò anche verso la realizzazione di paesaggi en plein air. Tuttavia, nonostante queste caratteristiche, Léo-Paul Robert non si considerava un artista naturalista.
Il suo stile infatti è sì naturalistico, ma vuole che la sua pittura sia l'espressione di un omaggio al Creatore e perciò la lettura ricorre all'allegoria e al simbolismo, come se la vita quotidiana venisse irradiata dalla luce della religione rivelata.
Dunque Léo-Paul Robert si divertì a rappresentare un piccolo universo naturale, nel quale riecheggia il ciclo stagionale; nelle sue opere si privilegia la meticolosità scientifica nella trasposizione artistica dei vari araldi del mutare delle stagioni, dagli uccelli ai bruchi della primavera, dai frutti, fiori e farfalle dell'estate, dai funghi alle foglie dell'autunno, dalla quiete del gelo, della neve e degli uccelli autoctoni dell'inverno.

## Galleria d'immagini

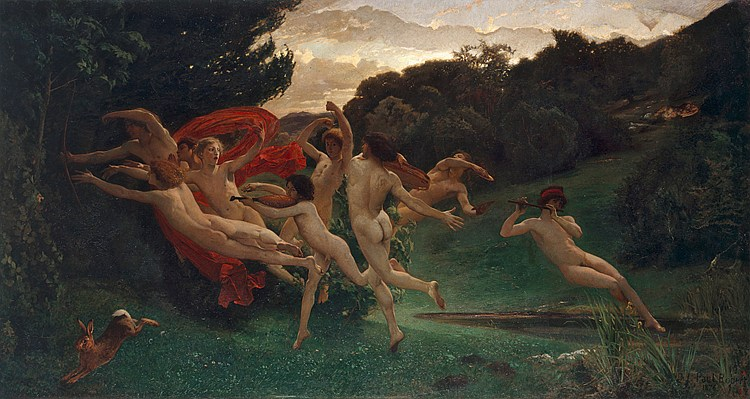
Les Zéphyrs d'un beau soir (Gli Zefiri di una bella serata)
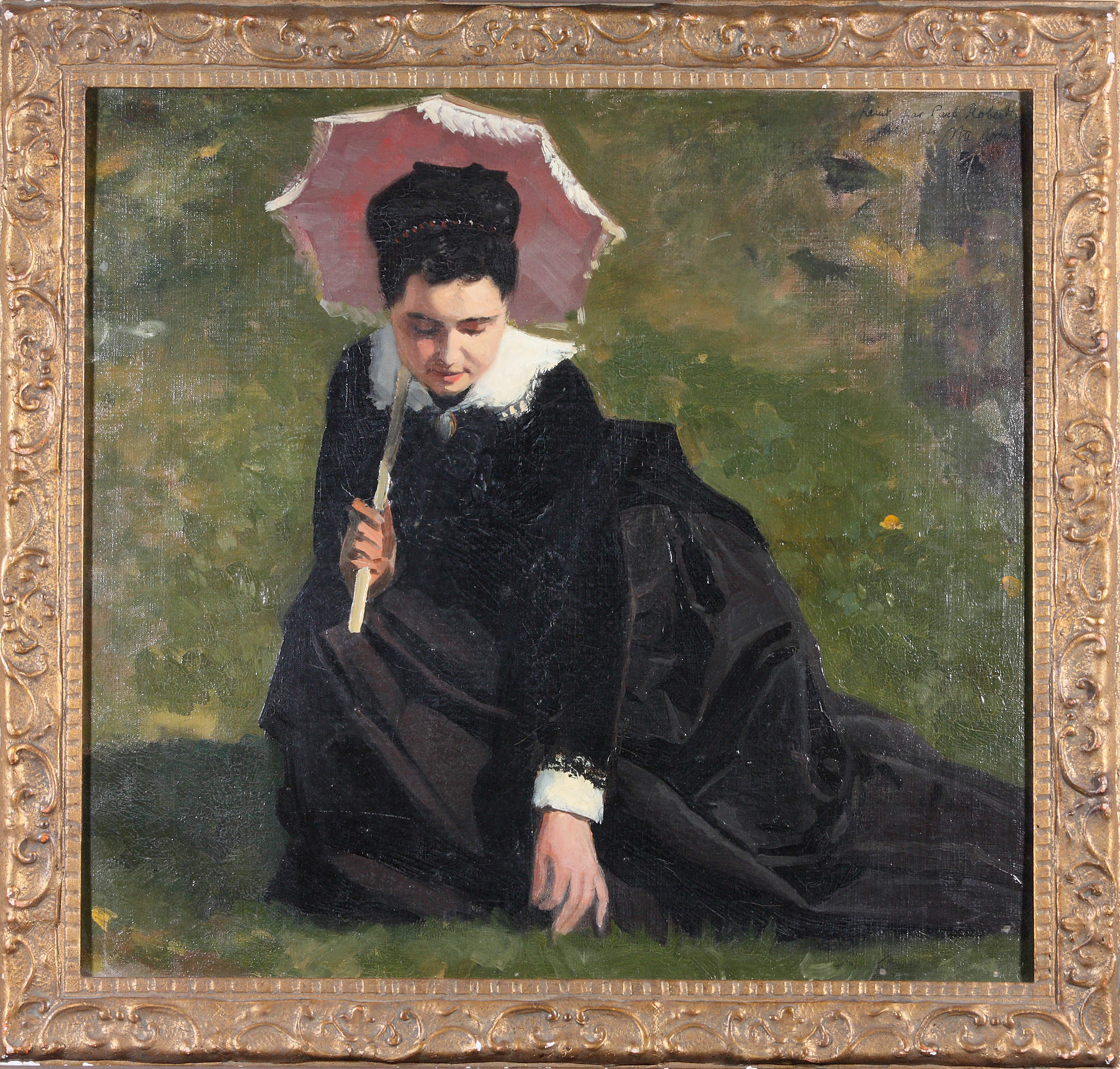
Ritratto di Madame Eugène Burnand
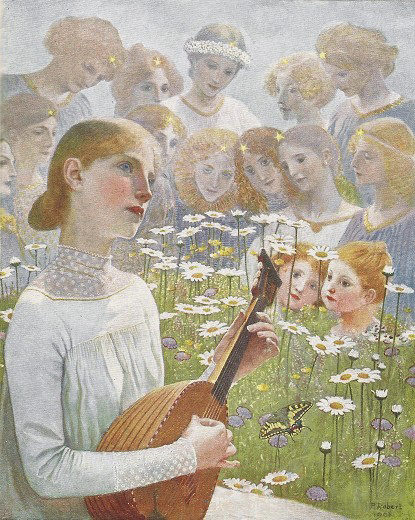
Santa Cecilia
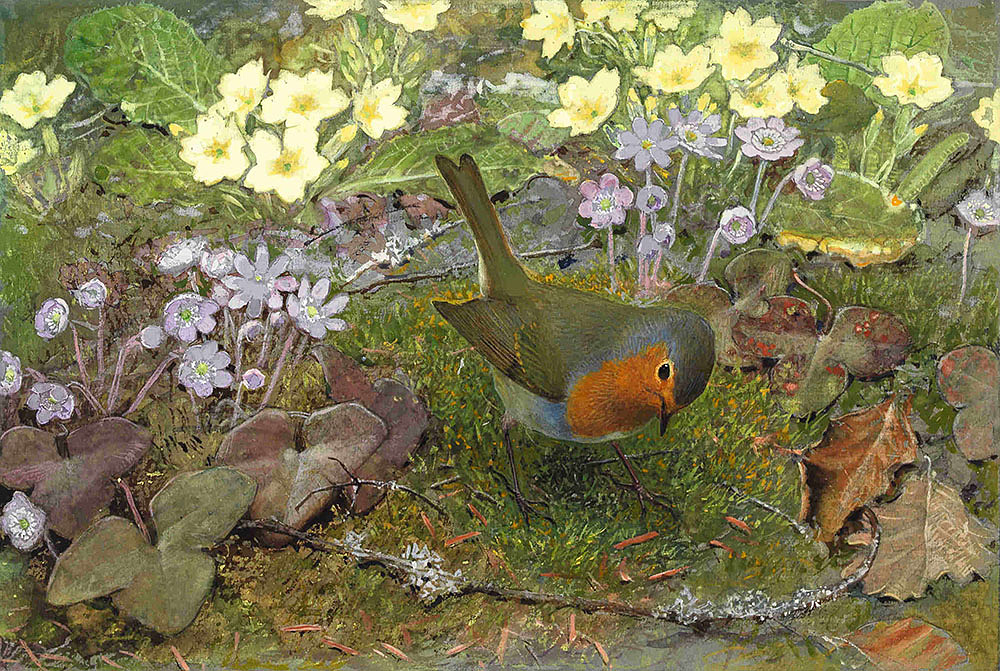
Erithacus rubecula (pettirosso)
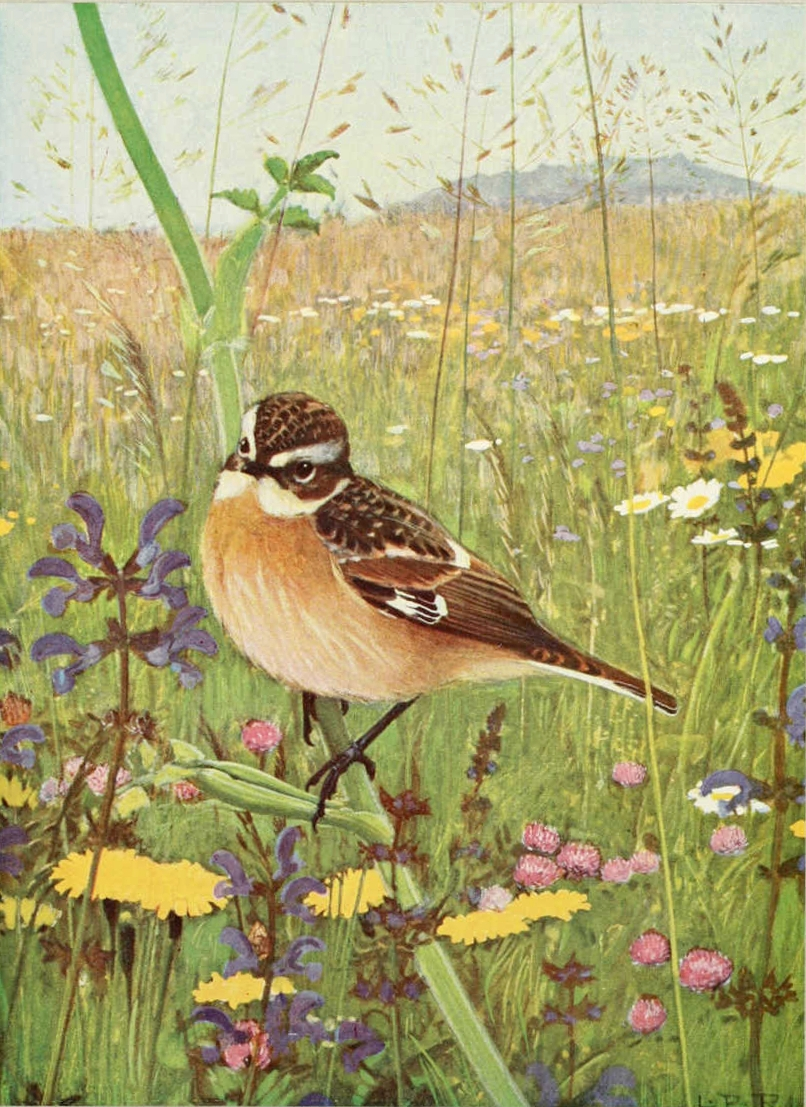
Saxicola rubetra (stiaccino)
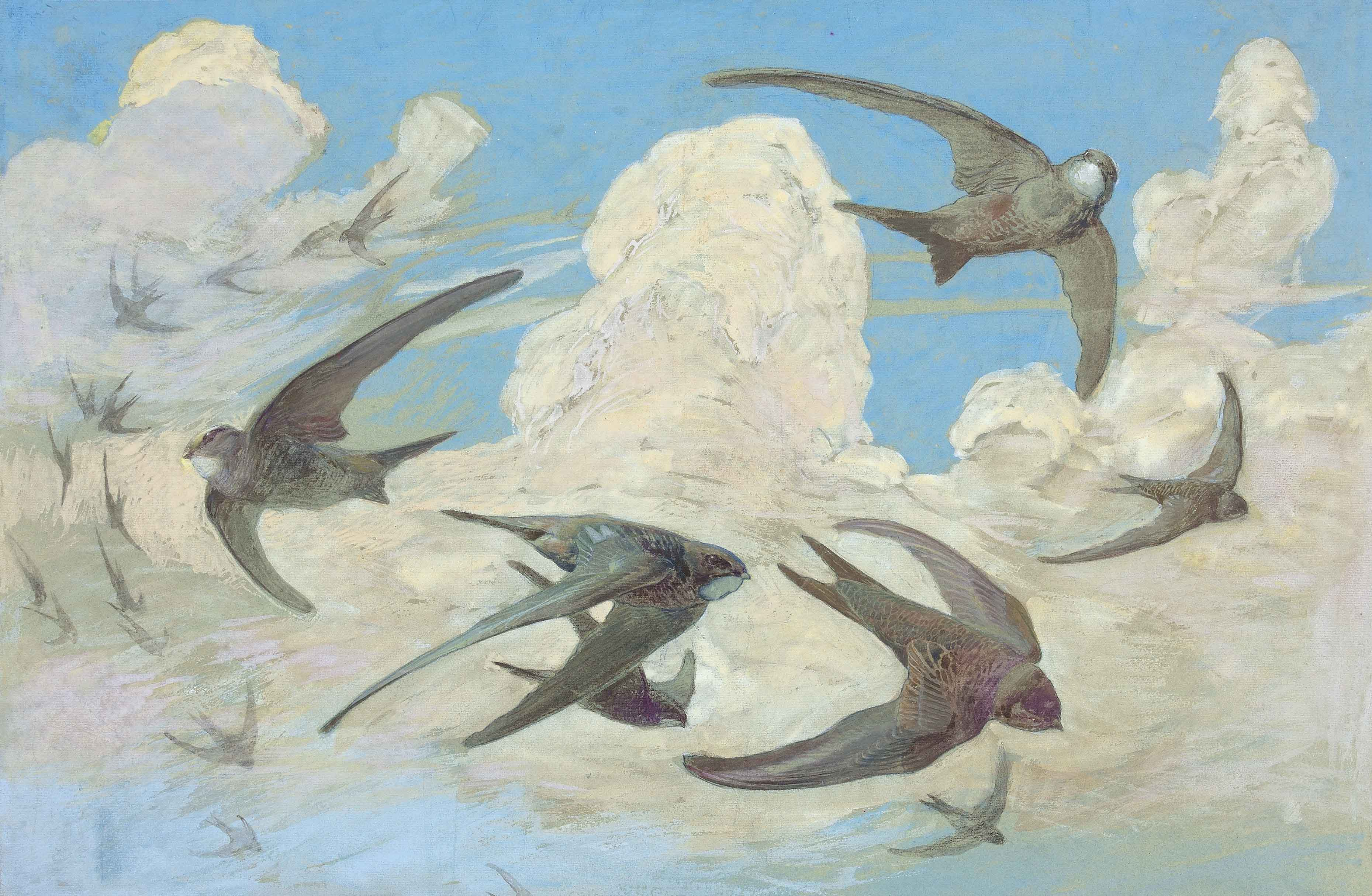
Apus apus (stormo di rondoni)
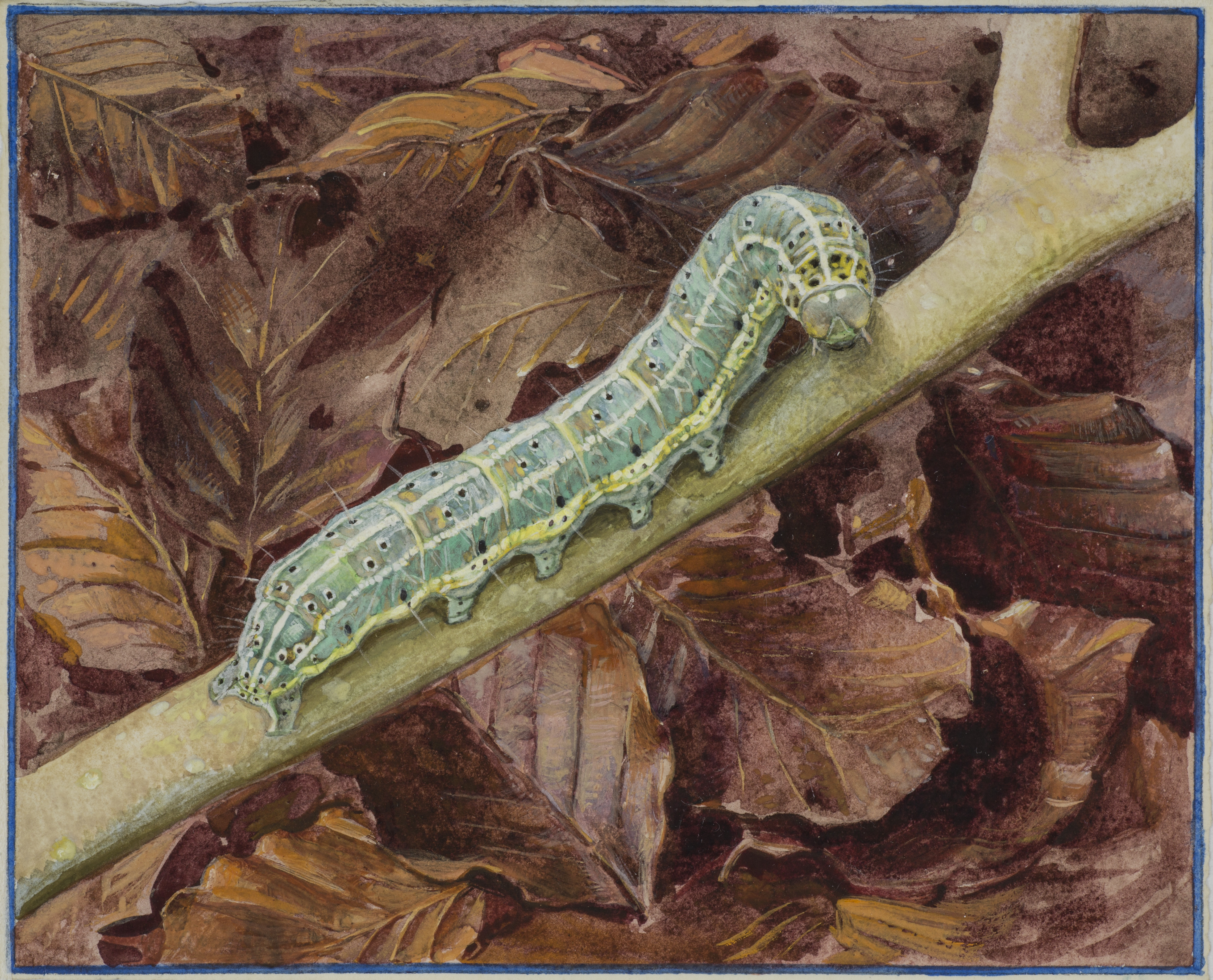
Calymnia trapezina
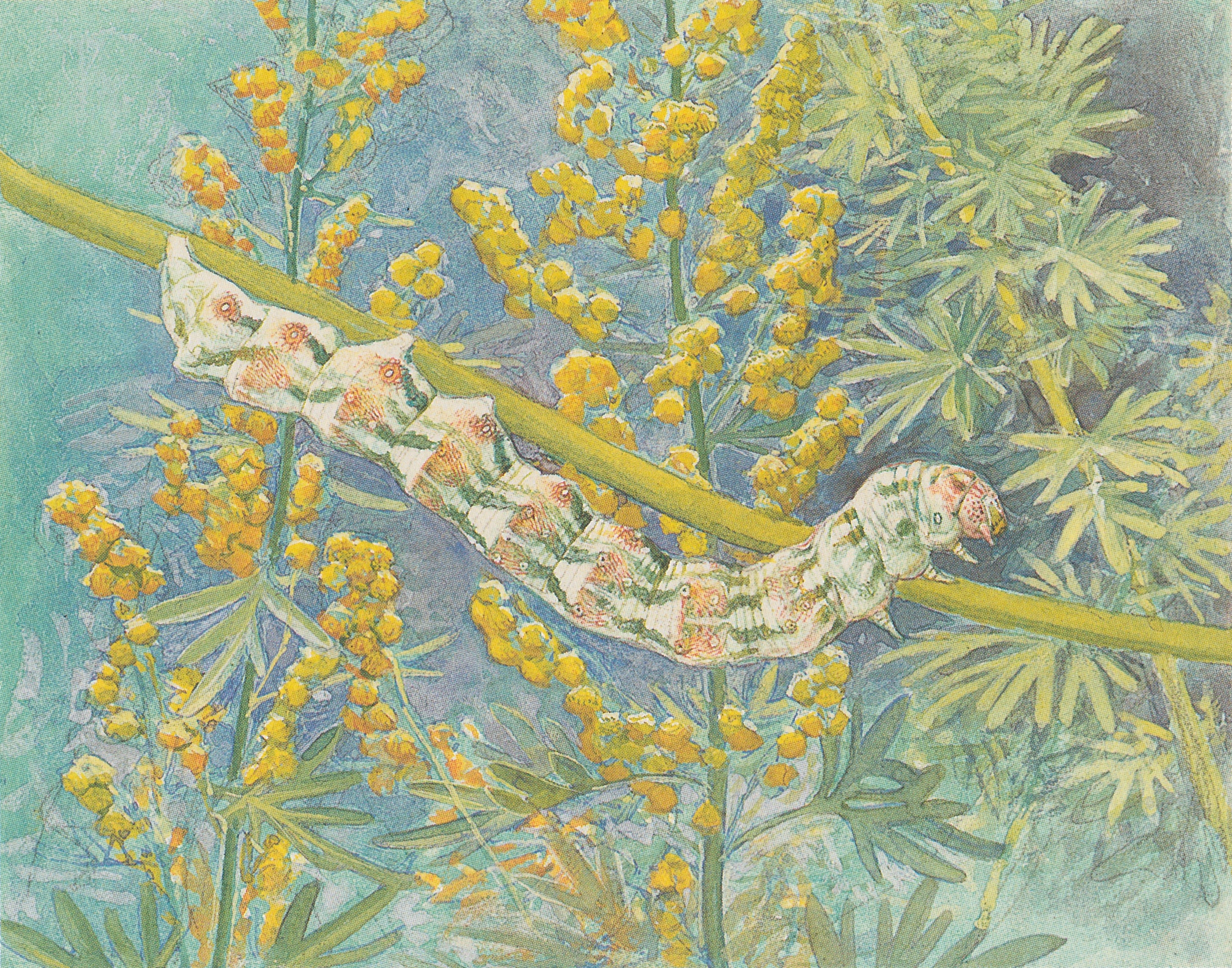
Cucullia absinthii